# Choeroichthys
Choeroichthys es un género de pez de la familia Syngnathidae en el orden de los Syngnathiformes.

## Especies
Las especies de este género son:
- Choeroichthys brachysoma (Bleeker, 1855)
- Choeroichthys cinctus Dawson, 1976
- Choeroichthys latispinosus Dawson, 1978
- Choeroichthys sculptus (Günther, 1870)
- Choeroichthys smithi Dawson, 1976
- Choeroichthys suillus Whitley, 1951